# Claudio Santamaria

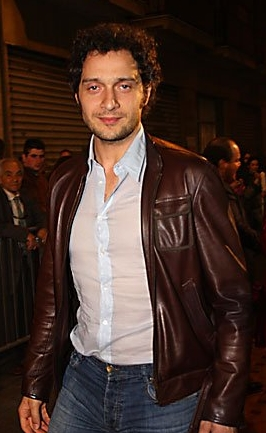
Claudio Santamaria (2008)

Claudio Santamaria (* 22. Juli 1974 in Rom) ist ein italienischer Schauspieler und Synchronsprecher.
Im Film The Dark Knight synchronisierte Santamaria Christian Bale für die italienische Version des Filmes. Sowohl für den Film Il caso dell’infedele Clara als auch in Rino Gaetano – Ma il cielo è sempre più blu sang Santamaria.

## Filmografie (Auswahl)
- 1997: Dead train
- 1997: Fuochi d’artificio
- 1998: Ecco fatto
- 1998: L’ultimo capodanno
- 1998: Shandurai und der Klavierspieler (Besieged)
- 1999: The Building
- 1999: La vita che verrà (TV-Serie)
- 1999: Ama il tuo nemico (TV)
- 2000: Tierra del fuego
- 2000: Almost Blue
- 2001: Ein letzter Kuss (L’ultimo bacio)
- 2001: Das Zimmer meines Sohnes (La stanza del figlio)
- 2001: Amarsi può darsi
- 2001: Sconvolto così
- 2002: Appuntamento al buio
- 2002: Il sequesrto Soffiantini (TV-Serie)
- 2002: Paz!
- 2002: Sei come sei
- 2003: La vita come viene
- 2003: Passato prossimo
- 2003: Il posto dell’anima
- 2004: Agata und der Sturm (Agata e la tempesta)
- 2004: The Card Player – Tödliche Pokerspiele (Il cartaio)
- 2005: Ma quando arrivano le ragazze
- 2005: Melissa P.
- 2005: Romanza criminale
- 2005: Apnea
- 2006: El desprecio (TV-Serie)
- 2006: Casino Royale
- 2006: Il quarto sesso
- 2008: Rino Gaetano – Ma il cielo è siempre più blu (TV)
- 2008: Fine pena mai: Paradiso perduto
- 2008: Birdwatchers – Das Land der roten Menschen (BirdWatchers – La terra degli uomini rossi)
- 2008: Aspettando il sole
- 2009: Il caso dell’infedele Klara
- 2010: Baciami ancora
- 2010: 600 Kilo pures Gold! (600 kilos d’or pur)
- 2011: Terraferma
- 2011: Gli sfiorati
- 2011: I primi della lista
- 2012: Diaz – Don’t Clean Up This Blood (Diaz)
- 2015: Sie nannten ihn Jeeg Robot (Lo chiamavano Jeeg Robot)
- 2017: PIIGS
- 2017: Brutti e cattivi
- 2018: Rimetti a noi i nostri debiti
- 2019: Vincents Welt (Tutto il mio folle amore)
- 2020: Auf alles, was uns glücklich macht (Gli anni più belli)
- 2021: Freaks Out
- 2022: L’Ora – Worte gegen Waffen (L’Ora – Inchiostro contro piombo)
- 2024: The Return

## Auszeichnungen
- 2001: Nominierung für den David di Donatello für Ein letzter Kuss (Bester Nebendarsteller)
- 2001: Nominierung für das Nastro d’Argento für Almost Blue (Bester Nebendarsteller)
- 2002: Jurypreis des Newport International Film Festival für Ein letzter Kuss (Bester Darsteller)
- 2002: Nominierung für das Nastro d’Argento für Paz! (Bester Nebendarsteller)
- 2003: Nominierung für das Nastro d’Argento für Passato prossimo (Bester Nebendarsteller; gemeinsam mit Claudio Gioè)
- 2006: Nastro d’Argento für Romanzo criminale (Bester Hauptdarsteller; gemeinsam mit Pierfrancesco Favino und Kim Rossi Stuart)
- 2009: Nominierung für das Nastro d’Argento für Il case d’infedele Klara (Bester Song – Don’t leave me cold; gemeinsam mit Megahertz und Laura Chiatti)
- 2016: David di Donatello für Lo chiamavano Jeeg Robot (Bester Hauptdarsteller)